# De killers
Heer Bommel en de killers of kortweg De killers is het 108ste verhaal van Marten Toonder uit de Tom Poes-reeks, Het verhaal verscheen voor het eerst op 17 oktober 1964 en liep tot 11 januari 1965.
Het centrale thema is tijd en tijdverspilling.

## Samenvatting
Er is in Rommeldam steeds minder werk en steeds meer tijd voor ontspanning, wat leidt tot kattenkwaad en misdragingen. Omdat burgemeester Dickerdack geen tijd heeft, vraagt hij aan heer Bommel of die met een deskundige in het Westen wil gaan praten. Dan kan hij samen met hem een plan ontvouwen. 
Heer Bommel ontvangt mevrouw Zielknijper. Ze is Presidente van het Genootschap voor Gepaste en Verantwoorde Ontspanning voor Allen. Ook deze dame vraagt de aandacht van de kasteelheer voor de vrijetijdsbesteding van de minder ontwikkelden. Ze ziet hem als vrijetijdsdeskundige en vraagt hem een lezing te komen geven met lichtbeelden over het onderwerp. Een vraaggesprek op televisie zou ook welkom zijn. 
Na de twee gevoerde gesprekken is de kasteelheer in verwarring. De burgemeester vond dat hij een deskundige in het Westen moest gaan raadplegen. Maar mevrouw Zielknijper vond hem zelf al een deskundige. 
Tom Poes begrijpt niet dat ze een deskundige in het buitenland gaan zoeken terwijl Heer Bommel zelf een deskundige zou zijn. Heer Bommel is het daarmee eens, maar twee weten meer dan een. Ze vinden ze een wegwijzer met ‘Dodenvallei’ en rijden daarna een verlaten stadje in.
In een verlaten herberg, aangetast door houtworm, steekt Tom Poes de open haard aan. Aan een tafeltje zitten twee schaduwen van cowboys, van wie Tom Poes meent dat die lui in een andere tijd leven. Heer Bommel stapt op de schaduwen af en zoekt per ongeluk steun aan een oude klok, die daarop 12 uur slaat. Hierop komen de schaduwen tot leven. Hun tijd is gekomen. Het zijn Kid de Killer met zijn maatje Bud, die ook voorkomen in de western waar bijna alle Rommeldammers naar kijken. Kid stelt zich voor als "tijdkiller", en schept op dat hij een seconde tussen de wijzers kan raken. Dit demonstreert hij door Tom Poes en heer Ollie met zijn proppenschieter twee uur buiten westen te schieten.
De killers beginnen iedereen die tijd over heeft met hun proppenschieters onder vuur te nemen. Wie "geraakt" wordt, raakt een paar uur buiten westen, en zo doden de killers hun tijd. 
Op het kasteel betrapt de kasteelheer zijn bediende bij het televisietoestel kijkend naar het programma Kid de Killer. Zijn vermanende woorden worden gesmoord door Kid de Killer zelf, die uit het televisietoestel breekt samen met zijn maatje Bud, en vervolgens de twee kasteelbewoners buiten westen schiet. Ook de burgemeester heeft twee uur van zijn tijd voor de kijkbuis gedood. Kid de Killer legt de burgemeester uit dat vrije tijd die je besteedt niet vrij is. Je moet hem killen om echt vrij te zijn. Televisie is OK, maar geen denkwerk. Uiteindelijk weten Tom Poes en heer Bommel de geschiedenis tot een goed einde te brengen.

## Varia
Het verhaal vertoont een opvallende gelijkenis met Momo en de tijdspaarders van Michael Ende, al is het voornoemde boek pas tien jaar na dit Tom Poes-verhaal uitgekomen.

## Voetnoot
1. ↑  De echtgenote van Okke Zielknijper
2. ↑  Marten Toonder heeft in de Volledige Werken de afleveringen 5329 en 5343 verworpen. Daarin treedt Mevrouw Zielknijper nog tweemaal op. Ze betuigt de kasteelheer haar tevredenheid over de rustige en tevreden sfeer in de stad.
3. ↑  Als symbool van de tand des tijds?
4. ↑  De tijd staat stil, als ik lonesome kill. Langs de prairiezoom, waar ik lonesome roam. Where I go, daar wordt het kil en stiller. Ik ben Kid. Ik ben Kid de Killer.
5. ↑  De burgemeester beseft: “Bommel had gelijk. Dit is een deskundige uit het Westen.”

## Hoorspel
- De killers in het Bommelhoorspel